# Burgstall Herbolzheim
Der Burgstall Herbolzheim bezeichnet eine abgegangene hochmittelalterliche Turmhügelburg (Motte) in der östlichen Hälfte von Herbolzheim, einem heutigen Gemeindeteil des Marktes Markt Nordheim im Landkreis Neustadt an der Aisch-Bad Windsheim in Bayern.
Von der ehemaligen quadratischen Mottenanlage mit breitem Graben sind noch Reste des Außenwalls erhalten.